# Asociación Deportiva Isidro Metapán
Maillots
L'Asociación Deportiva Isidro Metapán est un club de football salvadorien basé à Metapán.

## Historique
- 2000 : fondation du club

## Palmarès
- Championnat du Salvador (10)
  - Champion : 2007 (C), 2008 (A), 2009 (C), 2010 (C), 2010 (A), 2011 (A), 2012 (A), 2013 (A), 2014 (C) et 2014 (A).